# Cadre en acier manchonné

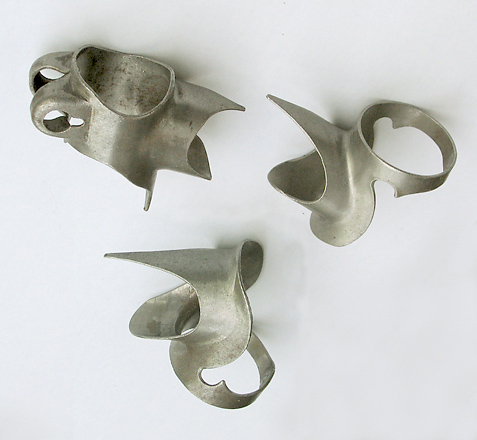
Des manchons de la marque « Prugnat Type 62 D »

La construction d'un cadre en acier manchonné est l'une des techniques les mieux connues pour fabriquer un cadre de vélo. Il s'agit de relier plusieurs tubes cylindriques en acier par des manchons (ou raccords), organes mécaniques qui permettent d'attacher les tubes. Les liaisons entre les tubes et les raccords sont réalisées grâce au brasage, qui procède à une température inférieure à celle du soudage. Historiquement, la plupart des alliages d'acier ne supportaient pas la haute température nécessaire au soudage sans affaiblissement du métal, ce qui exigeait l'usage de tubes plus épais (et donc plus lourds). Le brasage produit une jonction très forte sans fragiliser les tubes. Il a en outre l'avantage d'être plus facile à réparer qu'une soudure : on peut « dé-braser » les tubes de la même manière qu'on les brase.
Il existe des manchons en acier normal et en acier inoxydable, mais ceux-ci sont plus difficiles à braser.

## Galerie

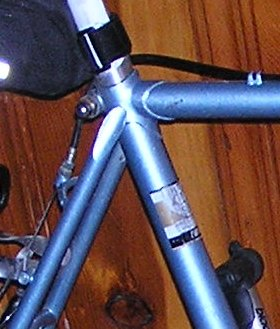
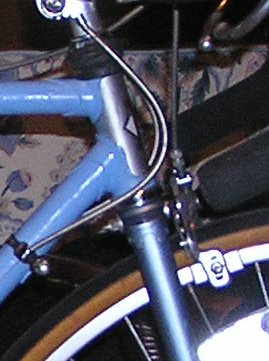
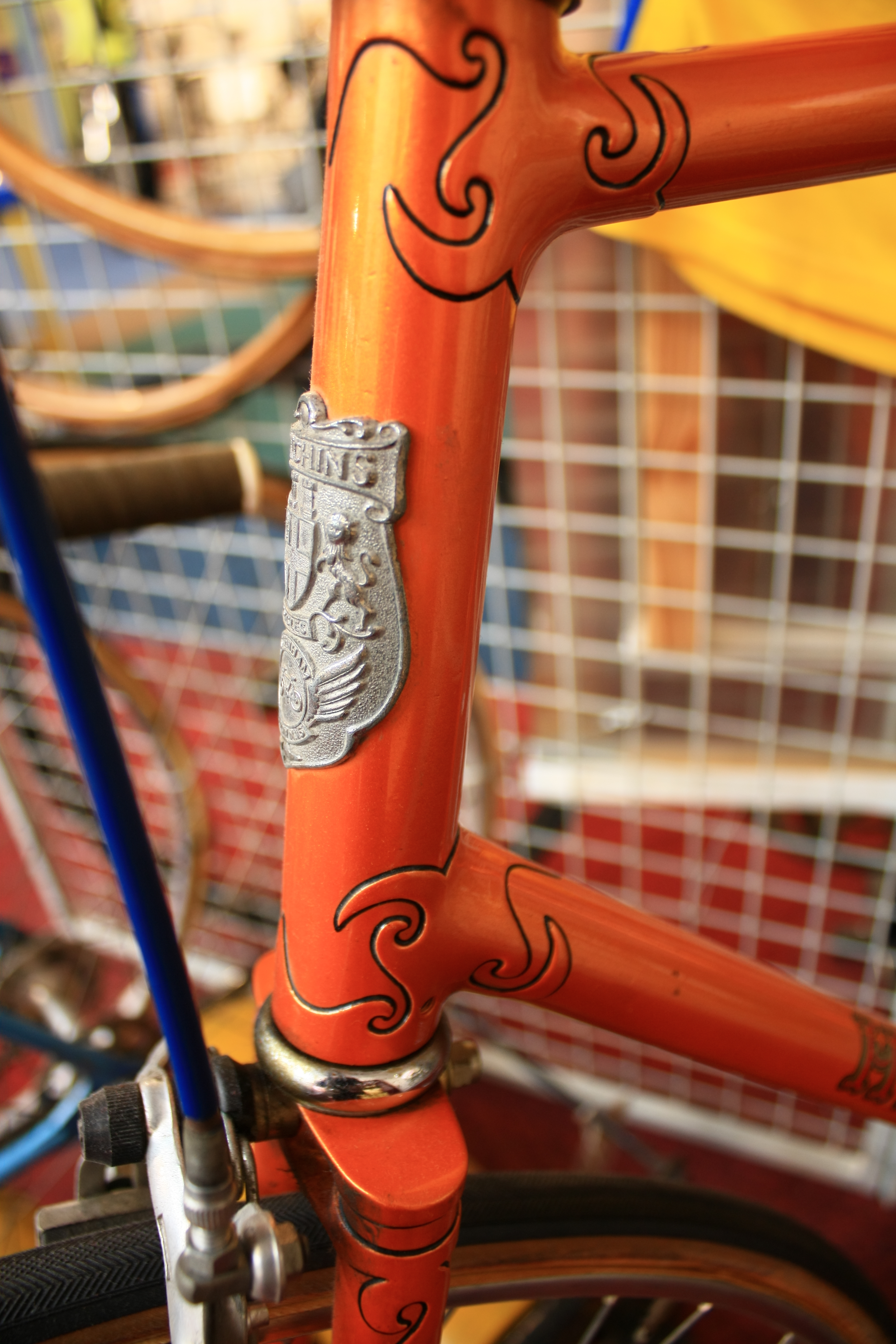
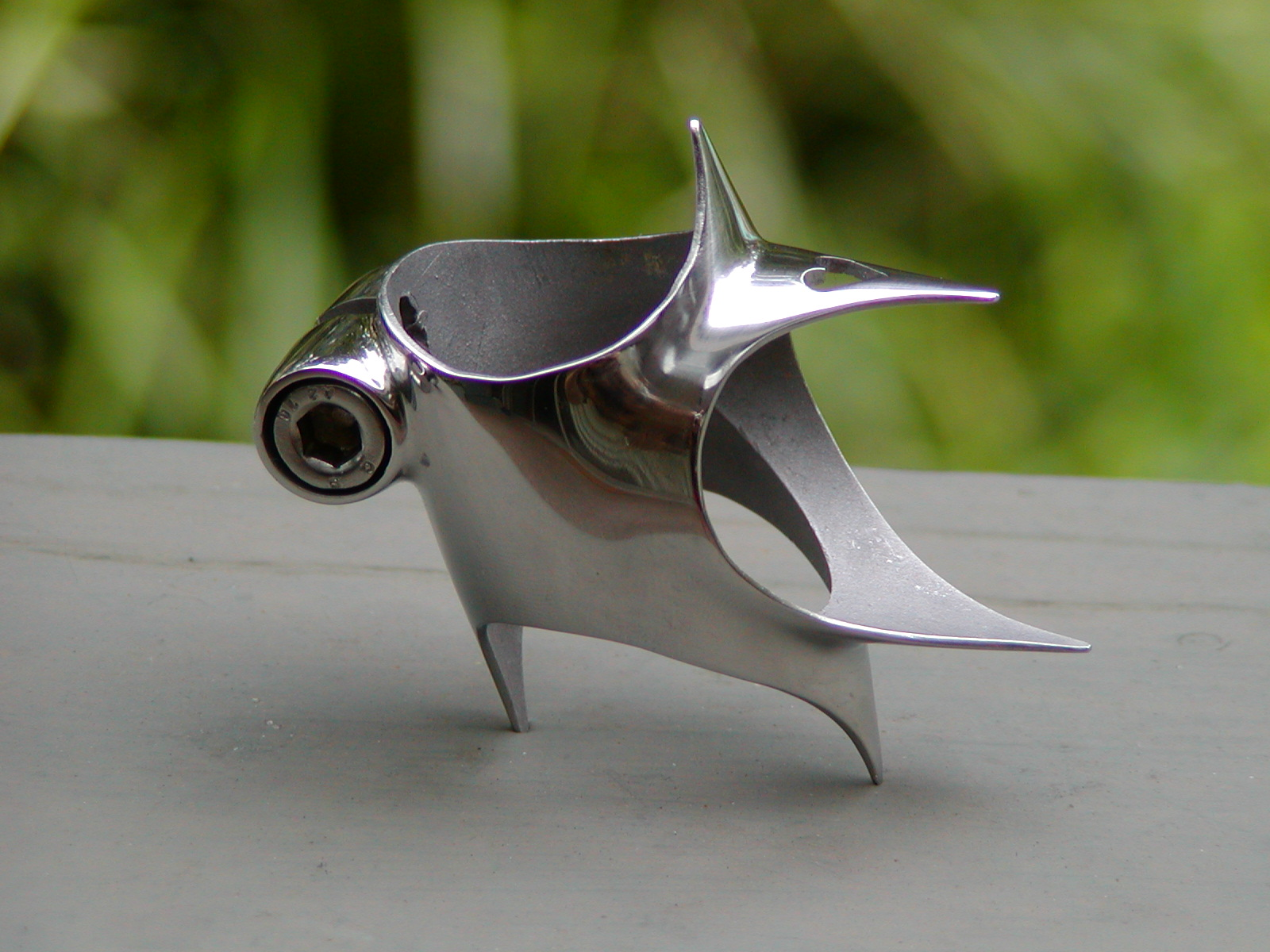